# 松荫女子短期大学
松荫女子短期大学（日语：／ Shōin Joshi Tankidaigaku *），简称松荫短大，松短，是过去一所位于日本神奈川县厚木市的私立短期大学。

## 概要

### 简介
- 学校最早可以追溯到1941年[2]。短期大学为于1985年开办[2]、由学校法人松荫学园经营。招生到于1999年、停办于2001年[3]。

### 历史
- 1985年，松荫女子短期大学成立并同时设置两个学科、以下列举。
  - 英语科
  - 经营科
- 1999年最後一年招生，次年停止招生（于2001年7月30日正式停办[3]）。

## 学校环境
- 校区：在了神奈川县厚木市[注 1]

## 历任校长
- 工藤重忠：第一代短期大学校长[4]。

## 组织

### 学科
- 英语科
- 经营科

### 专科
- 没有

### 业余课程
- 没有

## 知名校友
- 坂井泉水：歌手、作詞家